# Obrium cicatricosum
Obrium cicatricosum es una especie de escarabajo longicornio del género Obrium, clasificada en la tribu Obriini, de la subfamilia Cerambycinae. Fue descrita por Gounelle en 1909.
La especie mide 5-6,8 mm de longitud y el período de actividad en adultos se presenta en enero, septiembre, octubre, noviembre y diciembre. Se distribuye por Argentina, Bolivia, Brasil y Paraguay.